# Onthophilus pluricostatus
Onthophilus pluricostatus är en skalbaggsart som beskrevs av J. E. Leconte 1844. Onthophilus pluricostatus ingår i släktet Onthophilus och familjen stumpbaggar. Inga underarter finns listade i Catalogue of Life.